# Sch (trigramme)
Pour les articles homonymes, voir Sch.
Cette page contient des caractères spéciaux ou non latins. S’ils s’affichent mal (▯, ?, etc.), consultez la page d’aide Unicode.
Sch (minuscule sch) est un trigramme de l'alphabet latin composé d'un S, d'un C et d'un H.

## Linguistique
- Le trigramme « sch » est utilisé en allemand pour noter le son représenté par [ʃ] dans l'alphabet phonétique international, correspondant au ch du français. Mais dans certains mots d’origine étrangère, tels que Dschungel (jungle), il devient d͡ʒ.
- En néerlandais, il note généralement la séquence de consonnes [sx], mais simplement [s] en fin de mot dans le suffixe -isch et certains noms propres comme 's-Hertogenbosch.
- En français, il note [ʃ]  dans les mots d'emprunts à l'allemand (schlitte, schlague, schnaps, schuss). Il se rencontre aussi dans quelques mots d'origine grecque où il transcrit σχ ; il se prononce [ʃ] dans certains mots (schéma, schisme, Eschyle) et [sk] dans d'autres (schizophrène, eschatologie). Il se lit [ʃ] dans les noms de communes d'origine allemande (Folschviller, Bischheim).
- En moyen anglais, « sch » était la représentation la plus courante du son [ʃ], à côté du digramme sh qui a finalement prévalu ensuite. L'usage du trigramme a longtemps persisté en moyen scots (ex. schiltron). En anglais moderne, on le retrouve comme en français dans des mots d'origine allemande, néerlandaise ou grecque.

## Représentation informatique
À la différence de certains digrammes, il n'existe aucun encodage du Sch sous la forme d'un seul signe. Il est toujours réalisé en accolant les lettres S, C et H.